# Satz von Rouché
Der Satz von Rouché  (nach Eugène Rouché) ist ein Satz aus der Funktionentheorie und macht eine Aussage darüber, mit welchen Funktionen man eine holomorphe Funktion stören kann, ohne dass sich die Anzahl der Nullstellen ändert. Die Version für meromorphe Funktionen macht eine ähnliche Aussage für die Differenz von Nullstellen und Polstellen. 

## Der Satz von Rouché für holomorphe Funktionen
Seien {\displaystyle f,g\in {\mathcal {H}}(G)} zwei auf dem Gebiet {\displaystyle G\subset \mathbb {C} } holomorphe Funktionen. Außerdem sei die Kreisscheibe {\displaystyle B(z_{0},r)\cup \partial B(z_{0},r)} samt ihrem Rand in {\displaystyle G} enthalten (wir betrachten also den Abschluss) und für alle Punkte {\displaystyle z\in \partial B(z_{0},r)} des Randes gelte: 
{\displaystyle {\big |}g(z){\big |}<{\big |}f(z){\big |}}.
Dann haben die Funktionen {\displaystyle f} und {\displaystyle f+g} gleich viele Nullstellen (entsprechend der Vielfachheit gezählt) auf {\displaystyle B(z_{0},r)}.
Anmerkung: {\displaystyle B(z_{0},r)} bezeichnet die offene Kreisscheibe mit Mittelpunkt {\displaystyle z_{0}} und Radius r.

### Symmetrische Version
Unter Abschwächung der Voraussetzungen gilt, dass zwei holomorphe Funktionen {\displaystyle f,g\in {\mathcal {H}}(G)} dieselbe Anzahl von Nullstellen innerhalb eines beschränkten Gebietes {\displaystyle K\subset G} mit stetigem Rand {\displaystyle \partial K} haben, wenn auf dem Rand die strenge Dreiecksungleichung
{\displaystyle |f(z)+g(z)|<|f(z)|+|g(z)|,\qquad \forall z\in \partial K}
gilt. Theodor Estermann zeigte diese allgemeinere Formulierung erstmals in seinem Buch Complex Numbers and Functions.

## Anwendung: Schranken für Polynomnullstellen
Es sei {\displaystyle p(x)=a_{n}x^{n}+a_{n-1}x^{n-1}+\dots +a_{1}x+a_{0}} ein Polynom mit komplexen Koeffizienten. Das Gebiet G ist die gesamte komplexe Zahlenebene. Es sei {\displaystyle k\in \{0,1,\dots ,n\}} ein Index, für den die Ungleichung
{\displaystyle |a_{k}|r^{k}>\sum _{j\neq k}|a_{j}|r^{j}}
für wenigstens ein {\displaystyle r>0} erfüllt ist. Dann erfüllen die Funktionen {\displaystyle f(x)=a_{k}x^{k}} und {\displaystyle g(x)=p(x)-f(x)} die Voraussetzungen des Satzes von Rouché für den Kreis {\displaystyle B(0,r)}. {\displaystyle f} ist von Null verschieden und hat daher genau eine Nullstelle der Vielfachheit {\displaystyle k} im Ursprung. Daraus folgt, dass auch {\displaystyle p=f+g} genau {\displaystyle k} Nullstellen (mit Vielfachheit gezählt) im Kreis {\displaystyle B(0,r)} besitzt.

## Der Satz von Rouché für meromorphe Funktionen
Seien {\displaystyle f,g} zwei auf dem Gebiet {\displaystyle G\subset \mathbb {C} } meromorphe Funktionen. Außerdem gelte {\displaystyle B(z_{0},r)\cup \partial B(z_{0},r)\subset G}, sowie dass {\displaystyle f,g} keine Null- oder Polstellen auf dem Rand {\displaystyle \partial B(z_{0},r)} haben; und für alle {\displaystyle z\in \partial B(z_{0},r)} gelte:
{\displaystyle {\big |}g(z){\big |}<{\big |}f(z){\big |}}.
Dann stimmen für {\displaystyle f} und {\displaystyle f+g} die Differenzen
Anzahl der Nullstellen – Anzahl der Polstellen
(entsprechend der Vielfachheit bzw. Polordnung gezählt) auf {\displaystyle B(z_{0},r)} überein.

## Beweis für meromorphe Funktionen
Definiere {\displaystyle h(z)=f(z)+g(z)}.
Nach Voraussetzung gilt:
{\displaystyle \left|{\frac {g(z)}{f(z)}}\right|<1,\quad \forall z\in \partial B(z_{0},r)}.
Da die Kreislinie kompakt ist, gibt es sogar eine offene Umgebung {\displaystyle U=\partial B(z_{0},r)+B(0,\epsilon )} dieser,
so dass die Ungleichung auch auf U erfüllt ist.
Der Bruch {\displaystyle f/g} nimmt auf {\displaystyle U} seine Werte innerhalb des Einheitskreises {\displaystyle B(0,1)} an, daher gilt auch:
{\displaystyle {\frac {h(z)}{f(z)}}={\frac {f(z)+g(z)}{f(z)}}=1+{\frac {g(z)}{f(z)}}\in B(1,1),\quad \forall z\in U}.
Die offene Kreisscheibe {\displaystyle B(1,1)} ist im Definitionsbereich des Hauptastes des holomorphen Logarithmus enthalten, und es gilt:
{\displaystyle \left(\log \left({\frac {h}{f}}\right)\right)'={\frac {h'}{h}}-{\frac {f'}{f}}}.
Nun betrachtet man folgendes Integral:
{\displaystyle {\frac {1}{2\pi i}}\oint _{\partial B(z_{0},r)}\left({\frac {h'}{h}}-{\frac {f'}{f}}\right)dz}.
Der Integrand hat eine Stammfunktion, also gilt:
{\displaystyle {\frac {1}{2\pi i}}\oint _{\partial B(z_{0},r)}\left({\frac {h'}{h}}-{\frac {f'}{f}}\right)dz=0}.
Nach dem Argumentprinzip gilt in Erweiterung des Residuensatzes aber auch:
{\displaystyle {\frac {1}{2\pi i}}\oint _{\partial B(z_{0},r)}\left({\frac {h'}{h}}-{\frac {f'}{f}}\right)dz=(z_{h}-p_{h})-(z_{f}-p_{f})}
wobei {\displaystyle z_{f}} die Anzahl der Nullstellen von {\displaystyle f} auf {\displaystyle B(z_{0},r)} und {\displaystyle p_{f}} die Anzahl der Polstellen von {\displaystyle f} auf {\displaystyle B(z_{0},r)} bezeichnen.
Daraus folgt die Behauptung:
{\displaystyle \,(z_{h}-p_{h})-(z_{f}-p_{f})=0} bzw. {\displaystyle \,(z_{h}-p_{h})=(z_{f}-p_{f})}